# Росіянка (жіночий футбольний клуб)
Жіночий футбольний клуб «Росіянка» (Хімки) або просто «Росіянка» (рос. Женский футбольный клуб «Россиянка» (Химки)) — російський жіночий футбольний клуб з міста Хімки, Московська область. Учасник жіночого чемпіонату Росії з футболу.

## Хронологія назв
- 2003 — «Надєжда» [3]
- 2004 — «Росіянка»

## Історія
В 1990 році була створена футзальна команда «Надєжда» (Красноармійськ). У 1998 році «Надієжда» вступила в Асоціацію жіночого футболу Росії і на наступний рік дебютувала в першому дивізіоні першості Росії. У 1999 році команда посіла 5-те, а в 2000 році — 3-тє місце в національному чемпіонаті. У 2001 команда припинила своє існування. Гравці перебралися в підмосковний Ногінськ і там склали кістяк команди «Надія». У 2003 році в Красноармійську знову сформувалася жіноча футбольна команда «Надія». В 2004 році «Росіянка» дебютувала в російському чемпіонаті й одразу ж стала срібним призером. В 2005 та 2006 роках «Росіянка» вже ставала переможницею чемпіонату Росії. З 2007 по 2009 роки команда ставала віце-чемпіоном російської першості (чемпіоном же була «Зірка 2005» (Перм)), а в 2010 році знову стала переможцем. У 2015 році футбольний клуб «Росіянка» перебазувалася з Красноармійська в Хімки.
«Росіянка» була регулярним учасником жіночої Ліги чемпіонів, в 2008 та 2012 роках була чвертьфіналісткою цього турніру. Оскільки в рейтингу УЄФА Росія посідає місте в Топ-8, то країну в цьому престижному турнірі представляють переможець та віце-чемпіон Російської першості.

## Досягнення
- Чемпіонат Росії
  -  Чемпіон (5): 2005, 2006, 2010, 2011/12, 2016
  -  Срібний призер (6): 2004, 2007, 2008, 2009, 2012/13, 2015

- Кубок Росії
  -  Володар (5): 2005, 2006, 2008, 2009, 2010
  -  Фіналіст (2): 2004, 2007

- Кубок Албени
  -  Володар (2): 2005, 2006

## Статистика виступів у національних турнірах
| Сезон   | Дивізіон        | Місце | І  | В  | Н | П | М     | О  | Кубок           | Найкращий бомбардир                   |  |
| 2003    | Перший дивізіон | 1     | 18 | 12 | 4 | 2 | 29-9  | 40 | не брала участі |                                       |  |
| 2004    | Вищий дивізіон  |       | 18 | 9  | 5 | 4 | 33-20 | 32 | фіналіст        | Ольга Летюшова, 15                    |  |
| 2005    | Вищий дивізіон  |       | 20 | 14 | 6 | 0 | 64-17 | 48 |                 | Ольга Летюшова, 27                    |  |
| 2006    | Вищий дивізіон  |       | 16 | 14 | 2 | 0 | 99-14 | 44 |                 | Ольга Летюшова, 34                    |  |
| 2007    | Вищий дивізіон  |       | 16 | 14 | 0 | 2 | 73-8  | 42 | фіналіст        | Ольга Кремльова, 17                   |  |
| 2008    | Вищий дивізіон  |       | 18 | 12 | 3 | 3 | 48-16 | 39 |                 | Емуеджи Огбіабевха, 16                |  |
| 2009    | Вищий дивізіон  |       | 12 | 8  | 3 | 1 | 31-8  | 27 |                 | Емуеджи Огбіабевха, 6                 |  |
| 2010    | Вищий дивізіон  |       | 24 | 23 | 0 | 1 | 91-15 | 69 |                 | Емуеджи Огбіабевха, 23                |  |
| 2011/12 | Вищий дивізіон  |       | 28 | 23 | 3 | 2 | 85-20 | 72 | півфіналіст     | Ольга Петрова, Наталія Шляпіна, по 12 |  |
| 2012/13 | Вищий дивізіон  |       | 20 | 12 | 4 | 4 | 42-13 | 40 | чвертьфіналіст  | Наталія Шляпіна, 8                    |  |
| 2013    | Вищий дивізіон  | 4     | 14 | 8  | 2 | 4 | 18-12 | 26 |                 | Наталія Шляпіна, 5                    |  |
| 2014    | Вищий дивізіон  | 4     | 17 | 4  | 4 | 9 | 15-24 | 16 | чвертьфіналіст  | Олеся Машина, Пак Юн Сун по 4         |  |
| 2015    | Вищий дивізіон  |       | 20 | 11 | 5 | 4 | 29-15 | 38 | півфіналіст     | Габріель Онгене, 6                    |  |
| 2016    | Вищий дивізіон  |       | 15 | 11 | 2 | 2 | 25-9  | 35 | півфіналіст     | Габріель Онгене, 6                    |  |

## Статистика виступів у єврокубках
| Сезон   | Змагання              | Стадія                | Результат | Суперник               |
| ------- | --------------------- | --------------------- | --------- | ---------------------- |
| 2006/07 | Жіночий Кубок УЄФА    | Кваліфікаційний раунд | 5–2       | Алма КТЗх              |
| 2006/07 | Жіночий Кубок УЄФА    | Кваліфікаційний раунд | 7–0       | Клужана                |
| 2006/07 | Жіночий Кубок УЄФА    | Кваліфікаційний раунд | 6–1       | Слован Душло Шаля      |
| 2006/07 | Жіночий Кубок УЄФА    | Груповий етап         | 4–5       | Арсенал                |
| 2006/07 | Жіночий Кубок УЄФА    | Груповий етап         | 1–2       | Бронбю                 |
| 2006/07 | Жіночий Кубок УЄФА    | Груповий етап         | 4–2       | Феміна (Будапешт)      |
| 2007/08 | Жіночий Кубок УЄФА    | Кваліфікаційний етап  | 7–0       | Напредак (Крушевац)    |
| 2007/08 | Жіночий Кубок УЄФА    | Кваліфікаційний етап  | 18–0      | Динамо (Тбілісі)       |
| 2007/08 | Жіночий Кубок УЄФА    | Кваліфікаційний етап  | 3–0       | Арсенал (Харків)       |
| 2007/08 | Жіночий Кубок УЄФА    | Груповий етап         | 3–1       | Університет (Вітебськ) |
| 2007/08 | Жіночий Кубок УЄФА    | Груповий етап         | 2–1       | Клужана                |
| 2007/08 | Жіночий Кубок УЄФА    | Груповий етап         | 2–2       | Умеа                   |
| 2007/08 | Жіночий Кубок УЄФА    | 1/4 фіналу            | 0–0 1–2   | Франкфурт              |
| 2009/10 | Жіноча Ліга чемпіонів | Кваліфікаційний раунд | 11–0      | Сент-Френсіс           |
| 2009/10 | Жіноча Ліга чемпіонів | Кваліфікаційний раунд | 1–0       | Аполлон (Лімассол)     |
| 2009/10 | Жіноча Ліга чемпіонів | Кваліфікаційний раунд | 7–0       | [Маккабі Голон         |
| 2009/10 | Жіноча Ліга чемпіонів | Round of 32           | 3–1 2–1   | Райо Валекано          |
| 2009/10 | Жіноча Ліга чемпіонів | Round of 16           | 0–1 1–1   | Умеа                   |
| 2010/11 | Жіноча Ліга чемпіонів | Кваліфікаційний раунд | 5–0       | Осієк                  |
| 2010/11 | Жіноча Ліга чемпіонів | Кваліфікаційний раунд | 9–0       | Сент-Френсіс           |
| 2010/11 | Жіноча Ліга чемпіонів | Кваліфікаційний раунд | 4–1       | 1 Десембру             |
| 2010/11 | Жіноча Ліга чемпіонів | 1/16 фіналу           | 3–1 4–0   | Легенда (Чернігів)     |
| 2010/11 | Жіноча Ліга чемпіонів | 1/8 фіналу            | 1–6 0–5   | Олімпік (Ліон)         |
| 2011/12 | Жіноча Ліга чемпіонів | 1/16 фіналу           | 2–0 1–0   | Твенте                 |
| 2011/12 | Жіноча Ліга чемпіонів | 1/8 фіналу            | 4–0 3–3   | Євгенія (Вороніж)      |
| 2011/12 | Жіноча Ліга чемпіонів | 1/4 фіналу            | 0–2 0–3   | Турбін (Потсдам)       |
| 2012/13 | Жіноча Ліга чемпіонів | 1/16 фіналу           | 1–4 1–2   | Ден Гаг                |
| 2012/13 | Жіноча Ліга чемпіонів | 1/8 фіналу            | 0–1 2–2   | Спарта (Прага)         |
| 2012/13 | Жіноча Ліга чемпіонів | 1/4 фіналу            | 2–1 0–2   | Вольфсбург             |
| 2013/14 | Жіноча Ліга чемпіонів | 1/16 фіналу           | 2–4 1–1   | Спартак (Суботиця)     |
| 2013/14 | Жіноча Ліга чемпіонів | 1/8 фіналу            | 1–0 0–2   | Торрес                 |
| 2016/17 | Жіноча Ліга чемпіонів | 1/16 фіналу           | 0–0 1–2   | СФК 2000               |
| 2016/17 | Жіноча Ліга чемпіонів | 1/8 фіналу            |           | Баварія (Мюнхен)       |

## Відомі гравчині
- Аліне Пеллегріну
- Крістіане ді Соужа
- Естер душ Сантуш
- Фабіана да Сільва
- Крістіна Жульєн
- Георгіана Бірцую
- Софія Якобссон
- Тетяна Чорна
- Оксана Яковишин
- Ірина Зварич
- Надія Харченко
- Ольга Петрова
- Наталія Русскіх
- Олена Шегальова
- Наталія Шляпіна
- Тетяна Скотникова
- Номпумелело Н'яндені
- Парк Юн Сун